# Diachasma xanthopum
Diachasma xanthopum är en stekelart som först beskrevs av Forster 1862.  Diachasma xanthopum ingår i släktet Diachasma och familjen bracksteklar. Inga underarter finns listade i Catalogue of Life.